# Президентські вибори в Румунії 2025
Президентські вибори в Румунії 2025 року відбулися в два тури: перший 4 травня та другий 18 травня. Вибори були призначені в січні 2025 року після скасування президентських виборів 2024 року через ймовірне втручання Росії на користь переможця першого туру Келіна Джорджеску. Передвиборча кампанія характеризувалася політичною нестабільністю та низкою протестів проти скасування результатів виборів. 7 березня Джорджеску було заборонено брати участь у виборах через кілька кримінальних розслідувань, а лідер партії «Альянс за союз румунів» Джордже Сіміон оголосив про висунення своєї кандидатури замість Джорджеску.
Сіміон, який набрав 40,96 % голосів змагався з Нікушором Даном, який набрав 20,99 % голосів, у другому турі, який був запланований на 18 травня 2025 року. Президентом Румунії за результатами другого туру був обраний Нікушор Дан, який набрав 53,6% голосів.

## Передумови

### Анулювання попередніх виборів
6 грудня 2024 року президентські вибори 2024 року були анульовані Конституційним судом Румунії за 48 годин до проведення другого туру, посилаючись на ймовірне втручання Росії від імені незалежного кандидата Келіна Георгеску, який шокуюче лідирував у першому турі з 23 % голосів. Вища рада національної оборони заявила, що кампанія була «ідентичною» онлайн-кампанії, розпочатій Росією до її вторгнення в Україну, яка призвела до скасування першого туру. 20 грудня було опубліковано розслідування, яке показало, що Національна ліберальна партія (НЛП), ймовірно, заплатила за одну з кампаній у TikTok. Тимчасовий президент з НЛП Іліє Боложан заявив, що кампанія була незаконно змінена на користь Джорджеску, але не звинуватив компанію, з якою вони працювали, у цих змінах.

### Другий кабінет Чолаку
Після парламентських виборів 23 грудня 2024 року було сформовано другий кабінет Чолаку як коаліцію меншості між Соц-демократами, НЛП, Демократичним союзом угорців, а також за підтримки та довіри з боку партій меншин. Крім того, Іліє Боложан став головою Сенату Румунії, а Чіпріан-Костянтин Щербань — головою Палати депутатів Румунії. Кабінет міністрів був сформований більшістю в сім голосів і набув офіційного статусу. Лідери опозиції (найвідоміші з них — Джордже Сіміон та лідерка Партії молодих людей Анамарії Гаврили) назвали уряд нелегітимним і вимагали відставки чинного президента Клауса Йоханніса.

### Відставка президента Йоханніса та політична криза
Після скасування президентських виборів 2024 року в грудні Конституційний суд дозволив Йоханнісу залишатися на посаді президента до приведення до присяги його наступника. Однак 10 лютого, після спроби депутатів парламенту оголосити йому імпічмент, Йоханніс оголосив, що подасть у відставку 12 лютого. Виконувати обов'язки президента до виборів взяв на себе президент Сенату Іліє Боложан.

### Заборона Джорджеску та кандидатура Сіміона
26 лютого 2025 року Джорджеску був зупинений поліцією на дорозі, коли він нібито прямував реєструватись на вибори. Йому було пред'явлено звинувачення у шести правопорушеннях, включаючи підбурювання до дій проти конституційного ладу та підтримку фашистських угруповань. Були застосовані превентивні заходи, включаючи судовий контроль та 60-денну заборону на розміщення ксенофобських та антисемітських матеріалів у соціальних мережах (хоча такі дії вже є незаконними в Румунії). Поліція знайшла десять мільйонів доларів США, закопаних у будинку його охоронця разом з авіаквитками до Москви. 7 березня Джорджеску подав свою кандидатуру до Центрального виборчого бюро, але через два дні його кандидатура була відхилена, що призвело до нових протестів. Як наслідок, Джордже Сіміон прибув до Центральної виборчої комісії 14 березня у супроводі колишнього прем'єр-міністра Польщі Матеуша Моравецького, щоб подати свою кандидатуру після того, як зібрав 604 000 підписів, що перевищує мінімальну вимогу у 200 000 підписів. Наступного дня ЦВК затвердила його кандидатуру, що також було крайнім терміном для реєстрації кандидатів. ЦВК затвердила його кандидатуру днем пізніше, а також кандидатури Нікуша Дана та Віктора Понти.

## Опитування

Графічне узагальнення соціологічних опитувань першого туру

### Другий тур

#### Дан проти Сіміона
| Опитування          | Дати                         | Вибірка | Дан    | Сіміон   | Інші   |     |      |      |     |
| ------------------- | ---------------------------- | ------- | ------ | -------- | ------ | --- | ---- | ---- | --- |
| Опитування          | Дати                         | Вибірка | INSCOP | 9 травня | Інші   | Н/Д | 48 % | 52 % | Н/Д |
| Verifield           | 6 травня                     | 944     | 45.2 % | 54.8 %   | Н/Д    |     |      |      |     |
| Перший тур 4 травня |                              |         |        |          |        |     |      |      |     |
| AtlasIntel          | 28 Apr-1 травня              | 3,247   | 40 %   | 37 %     | 23 %   |     |      |      |     |
| Noi, Cetățenii      | 24-30 квітня                 | 1,378   | 55 %   | 45 %     | Н/Д    |     |      |      |     |
| MKOR                | 24-27 квітня                 | 1,750   | 29 %   | 28 %     | 43 %   |     |      |      |     |
| FlashData           | 24–26 квітня                 | 7,500   | 40.0 % | 45.5 %   | 14.5 % |     |      |      |     |
| AtlasIntel          | 17-22 квітня                 | 3,701   | 42 %   | 39 %     | 19 %   |     |      |      |     |
| AtlasIntel          | 10-13 квітня                 | 2,994   | 40.7 % | 37.5 %   | 21.8 % |     |      |      |     |
| ARA                 | 9-13 квітня                  | 1,115   | 48 %   | 52 %     | Н/Д    |     |      |      |     |
| CURS                | 3–10 квітня                  | 1,214   | 46 %   | 54 %     | Н/Д    |     |      |      |     |
| FlashData           | 3–5 квітня                   | 7,500   | 58 %   | 42 %     | Н/Д    |     |      |      |     |
| Sociopol            | 31 березня — 4 квітня        | 1.007   | 47 %   | 53 %     | Н/Д    |     |      |      |     |
| Noi, Cetățenii      | 28 березня –8 квітня         | 1,488   | 60 %   | 40 %     | Н/Д    |     |      |      |     |
| MKOR                | 26–28 березня                | 1,500   | 35 %   | 31 %     | 35 %   |     |      |      |     |
| Sociopol            | 17–18 березня                | 1,005   | 48 %   | 52 %     | Н/Д    |     |      |      |     |
| AtlasIntel          | 13–15 березня                | 2,381   | 42.1 % | 35.3 %   | 22.6 % |     |      |      |     |
| Noi, Cetățenii      | 23 грудня 2024–13 січня 2025 | 1,067   | 54 %   | 46 %     | Н/Д    |     |      |      |     |

### Перший тур
| Опитування     | Дати                 | Вибірка | Похибка  | Джордже Сіміон | Нікушор Дан | Крін Антонеску | Віктор Понта | Елена Ласконі | Даніель Фунеріу | Лавінія Шандру | Крістіан Терхеш | Джон Іон Бану | Себастьян Попеску | Сілвіу Предою | Інші  |
| -------------- | -------------------- | ------- | -------- | -------------- | ----------- | -------------- | ------------ | ------------- | --------------- | -------------- | --------------- | ------------- | ----------------- | ------------- | ----- |
| AtlasIntel     | 28.04 — 1.05         | 3,247   | ± 2 %    | 31 %           | 23 %        | 25 %           | 11.7 %       | 6.5 %         | 0.4 %           | 1.1 %          | 0.8 %           | Н/Д           | Н/Д               | Н/Д           | 0.6 % |
| Sociopol       | 28-30 квітня         | 1,003   | ± 3.2 %  | 34 %           | 19 %        | 19 %           | 22 %         | 5 %           | Н/Д             | Н/Д            | Н/Д             | Н/Д           | Н/Д               | Н/Д           | 1 %   |
| Noi, Cetățenii | 24-30 квітня         | 1,378   | ± 2.6 %  | 30.5 %         | 26.5 %      | 20.5 %         | 10.4 %       | 8.6 %         | 2.6 %           | Н/Д            | Н/Д             | Н/Д           | Н/Д               | Н/Д           | 0.9 % |
| MKOR           | 24–27 квітня         | 1,750   | ± 2.5 %  | 33.1 %         | 19.4 %      | 21 %           | 14.8 %       | 7.3 %         | 0.6 %           | 2.2 %          | 0.6 %           | 0.9 %         | Н/Д               | 0.2 %         | Н/Д   |
| FlashData      | 24-26 квітня         | 7,500   | ± 3.5 %  | 29 %           | 23 %        | 26 %           | 8 %          | 7.5 %         | 1.2 %           | 2.1 %          | 0.2 %           | Н/Д           | Н/Д               | Н/Д           | 3 %   |
| Sociopol       | 24-26 квітня         | 1,001   | ± 3.2 %  | 35 %           | 16 %        | 17 %           | 23 %         | 8 %           | Н/Д             | Н/Д            | Н/Д             | Н/Д           | Н/Д               | Н/Д           | 1 %   |
| ARA            | 21-25 квітня         | 1,115   | ± 3 %    | 26.8 %         | 20 %        | 26.2 %         | 10.5 %       | 10 %          | Н/Д             | 3.5 %          | Н/Д             | Н/Д           | Н/Д               | Н/Д           | 3 %   |
| DataEcho       | 22-24 квітня         | 2,607   | ± 2.5 %  | 26.7 %         | 26.5 %      | 20.3 %         | 14.4 %       | 6.6 %         | 0.4 %           | 1.1 %          | 0.2 %           | 0.9 %         | Н/Д               | 0.3 %         | 1.5 % |
| Sociopol       | 21-23 квітня         | 1,002   | ± 3.2 %  | 34 %           | 16 %        | 16 %           | 23 %         | 10 %          | Н/Д             | Н/Д            | Н/Д             | Н/Д           | Н/Д               | Н/Д           | 1 %   |
| AtlasIntel     | 17-22 квітня         | 3,701   | ± 2 %    | 33.3 %         | 23 %        | 23.6 %         | 10.7 %       | 5.7 %         | 0.9 %           | 1.1 %          | 0.3 %           | Н/Д           | Н/Д               | Н/Д           | 1.3 % |
| ARA            | 15–19 квітня         | 1,107   | ± 3 %    | 26.5 %         | 19.5 %      | 26 %           | 11 %         | 10 %          | Н/Д             | 3.5 %          | Н/Д             | Н/Д           | Н/Д               | Н/Д           | 3.5 % |
| Sociopol       | 14–17 квітня         | 1,005   | ± 3.2 %  | 35 %           | 14 %        | 17 %           | 22 %         | 11 %          | Н/Д             | Н/Д            | Н/Д             | Н/Д           | Н/Д               | Н/Д           | 1 %   |
| IRSOP          | 4-14 квітня          | 1,030   | ± 3 %    | 31 %           | 28 %        | 17 %           | 18 %         | 4 %           | Н/Д             | Н/Д            | Н/Д             | Н/Д           | Н/Д               | Н/Д           | 2 %   |
| AtlasIntel     | 10-13 квітня         | 2,994   | ± 2 %    | 34.4 %         | 21.8 %      | 25.5 %         | 10 %         | 5.2 %         | Н/Д             | Н/Д            | Н/Д             | Н/Д           | Н/Д               | Н/Д           | 3.1 % |
| FlashData      | 10-12 квітня         | 7,500   | ± 3.5 %  | 27 %           | 20 %        | 26 %           | 8 %          | 9 %           | 1.3 %           | 4.8 %          | 0.3 %           | Н/Д           | Н/Д               | 0.5 %         | 3.1 % |
| DataEcho       | 10-11 квітня         | 3,562   | ± 2.6 %  | 24.9 %         | 29.5 %      | 22.8 %         | 10.9 %       | 9.1 %         | 0.8 %           | 0.3 %          | 0.2 %           | 0.4 %         | Н/Д               | 0.2 %         | 1 %   |
| ARA            | 9-13 квітня          | 1,115   | ± 3 %    | 25.8 %         | 20.3 %      | 25.3 %         | 10.6 %       | 9 %           | Н/Д             | 3.5 %          | Н/Д             | Н/Д           | Н/Д               | Н/Д           | 5.5 % |
| Sociopol       | 7-11 квітня          | 1,002   | ± 3.2 %  | 34 %           | 16 %        | 15 %           | 23 %         | 10 %          | Н/Д             | Н/Д            | Н/Д             | Н/Д           | Н/Д               | Н/Д           | 2 %   |
| CURS           | 3-10 квітня          | 1,214   | ± 2.8 %  | 26 %           | 19 %        | 23 %           | 16 %         | 8 %           | Н/Д             | Н/Д            | 3 %             | Н/Д           | Н/Д               | Н/Д           | 5 %   |
| Noi, Cetățenii | 28 березня –8 квітня | 1,488   | ± 2.5 %  | 30 %           | 29.6 %      | 19.6 %         | 8.3 %        | 7.8 %         | 2.1 %           | Н/Д            | Н/Д             | Н/Д           | Н/Д               | Н/Д           | 2.7 % |
| USR            | 2–7 квітня           | 1,149   | ± 2.9 %  | 40.8 %         | 16.9 %      | 14.5 %         | 20.4 %       | 4.1 %         | Н/Д             | Н/Д            | Н/Д             | Н/Д           | Н/Д               | Н/Д           | 3.3 % |
| FlashData      | 3–5 квітня           | 7,500   | ± 3.5 %  | 28 %           | 23 %        | 26 %           | 9 %          | 6 %           | 1.5 %           | 4.6 %          | 0.5 %           | Н/Д           | 0.1 %             | 0.2 %         | 1.1 % |
| Sociopol       | 31 березня–4 квітня  | 1,007   | ± 3.2 %  | 35 %           | 16 %        | 15 %           | 23 %         | 10 %          | Н/Д             | Н/Д            | Н/Д             | Н/Д           | Н/Д               | Н/Д           | 1 %   |
| USR            | 24–29 березня        | 1,112   | ± 2.94 % | 37.2 %         | 19.2 %      | 13.8 %         | 21.6 %       | 6.5 %         | Н/Д             | Н/Д            | Н/Д             | Н/Д           | Н/Д               | Н/Д           | 1.7 % |
| MKOR           | 26–28 березня        | 1,500   | ± 2.5 %  | 31.2 %         | 22.7 %      | 18.8 %         | 17.1 %       | 5.3 %         | 0.6 %           | 1.1 %          | 2.2 %           | 0.4 %         | 0.4 %             | 0.3 %         | Н/Д   |
| Verifield      | 24–28 березня        | 1,100   | ± 2.95 % | 35 %           | 20.8 %      | 16.4 %         | 21.1 %       | 4.3 %         | 1.1 %           | 0.7 %          | 0.3 %           | Н/Д           | Н/Д               | Н/Д           | 0.3 % |
| ARA            | 18–25 березня        | 1,015   | ± 3 %    | 27 %           | 18 %        | 24 %           | 11 %         | 12 %          | Н/Д             | 3 %            | Н/Д             | Н/Д           | Н/Д               | Н/Д           | 5 %   |
| Avangarde      | 19–23 березня        | 1,300   | ± 2.3 %  | 30 %           | 21 %        | 23 %           | 14 %         | 8 %           | 1 %             | Н/Д            | Н/Д             | Н/Д           | Н/Д               | Н/Д           | 3 %   |
| CURS           | 19–22 березня        | 1,203   | ± 2.8 %  | 29 %           | 18 %        | 22 %           | 13 %         | 12 %          | Н/Д             | Н/Д            | Н/Д             | Н/Д           | Н/Д               | Н/Д           | 6 %   |
| Sociopol       | 17–18 березня        | 1,005   | Н/Д      | 37 %           | 16 %        | 14 %           | 22 %         | 10 %          | 1 %             | Н/Д            | Н/Д             | Н/Д           | Н/Д               | Н/Д           | Н/Д   |

## Результати
| Кандидат                     | Кандидат                     | Партія                                     | Перший тур | Перший тур | Другий тур | Другий тур |
| Кандидат                     | Кандидат                     | Партія                                     | Голосів    | %          | Голосів    | %          |
| ---------------------------- | ---------------------------- | ------------------------------------------ | ---------- | ---------- | ---------- | ---------- |
|                              | Нікушор Дан                  | Незалежний                                 | 1 979 767  | 20.99      | 6 168 642  | 53.60      |
|                              | Джордже Сіміон               | Альянс за союз румунів                     | 3 862 761  | 40.96      | 5 339 053  | 46.40      |
|                              | Крін Антонеску               | Виборчий альянс «Румунія вперед»           | 1 892 930  | 20.07      |            |            |
|                              | Віктор Понта                 | Незалежний                                 | 1 230 164  | 13.04      |            |            |
|                              | Елена Ласконі                | Союз порятунку Румунії                     | 252 721    | 2.68       |            |            |
|                              | Лавінія Шандру               | Соціал-ліберальна гуманістична партія      | 60 682     | 0.64       |            |            |
|                              | Даніель Фунеріу              | Незалежний                                 | 49 604     | 0.53       |            |            |
|                              | Крістіан Терхеш              | Румунська національна консервативна партія | 36 445     | 0.39       |            |            |
|                              | Себастьян Попеску            | Нова Румунія (партія)                      | 25 994     | 0.28       |            |            |
|                              | Джон Іон Бану                | Незалежний                                 | 22 020     | 0.23       |            |            |
|                              | Сільвіу Предою               | Ліга національної дії (патрія)             | 17 186     | 0.18       |            |            |
| Усього                       | Усього                       | Усього                                     | 9 430 274  | 100.00     | 11 507 695 | 100.00     |
|                              |                              |                                            |            |            |            |            |
| Дійсні голоси                | Дійсні голоси                | Дійсні голоси                              | 9 430 274  | 98.52      |            |            |
| Недійсні/пусті голоси        | Недійсні/пусті голоси        | Недійсні/пусті голоси                      | 141 466    | 1.48       |            |            |
| Усього голосів               | Усього голосів               | Усього голосів                             | 9 571 740  | 100.00     |            |            |
| Зареєстрованих виборців/явка | Зареєстрованих виборців/явка | Зареєстрованих виборців/явка               | 17 988 031 | 53.21      | 17 988 031 | –          |
| Джерело:                     |                              |                                            |            |            |            |            |

## Наслідки

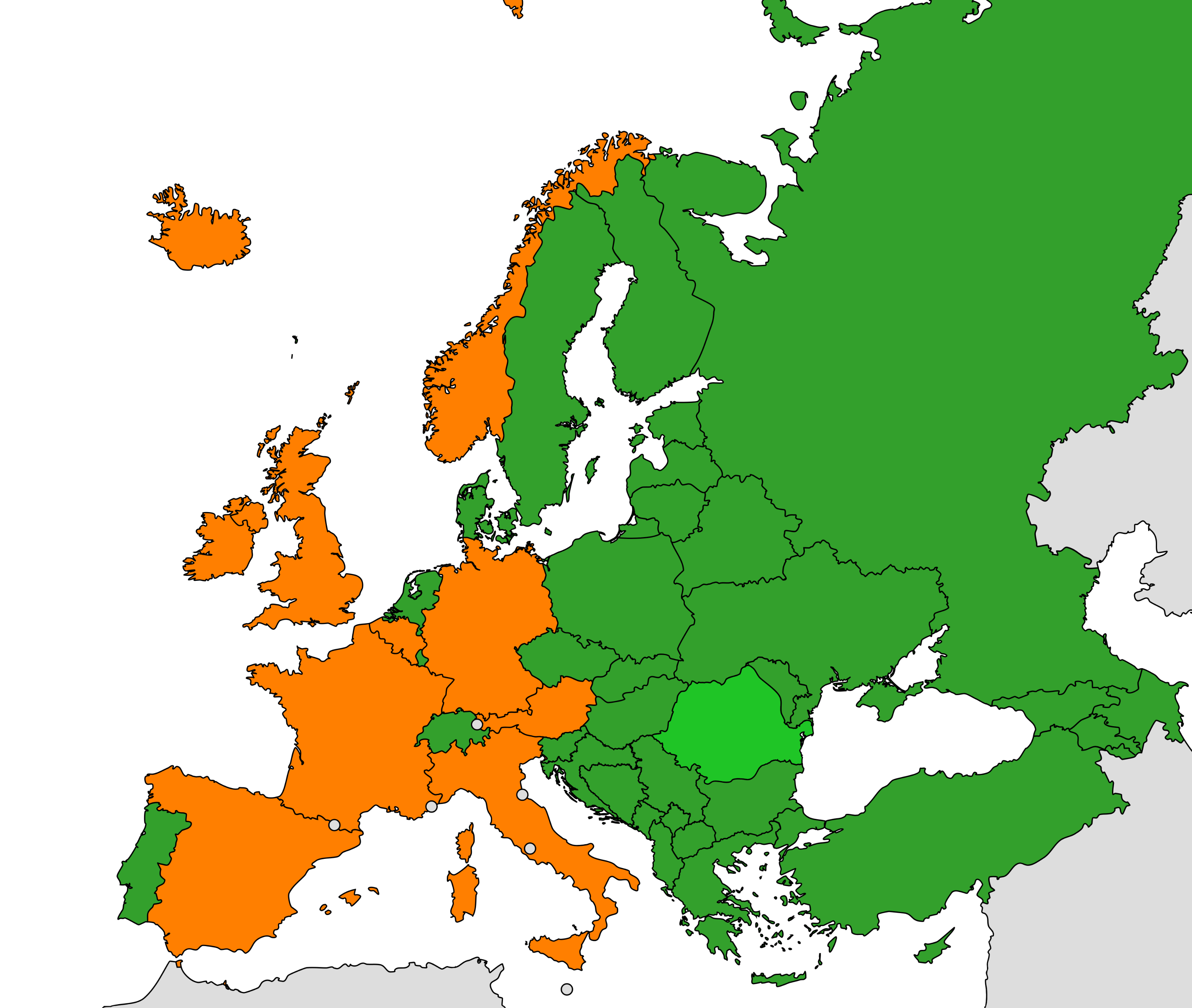
Голосування громадян Румунії в країнах Європи
Більшість проголосувала за Нікушора Дана
Більшість проголосувала за Джорджа Сіміона

### Перший тур
За результатами виборів прем'єр-міністр Марчел Чолаку оголосив, що Соціал-демократи вийдуть з виборчного альянсу «Румунія Вперед», і подав у відставку з посади прем'єр-міністра, що призвело до розпаду коаліції. Однак він продовжить виконувати обов'язки лідера Соціал-демократів.
Перемога Сіміона в першому турі також мала серйозні економічні наслідки: Бухарестська фондова біржа зазнала значних збитків, а Національний банк Румунії інвестував понад 2 мільярди євро в стабілізацію лея та запобіганню девальвації. Колишній президент Румунії Траян Бесеску розкритикував румунську діаспору за перемогу Сіміона серед своїх виборців. Він назвав позицію більшості діаспори «нечесною», заявивши, що «вони живуть на Заході і кажуть: давайте, ви, хто живе вдома, давайте, йдіть до татка Путіна, йдіть до Путіна!».

### Другий тур
Остаточна явка виборців склала 64,72% (що дорівнює 11 641 544 голосам). Сіміон передчасно оголосив про свою перемогу у Facebook, написавши пост такого змісту: "Я переміг!!! Я новий президент Румунії і я повертаю владу румунам!". Пізніше він визнав свою поразку на виборах.
Кандидат у президенти Джордже Сіміон подав скаргу щодо оскарження результатів, яку згодом Конституційний суд Румунії відхилив 22 травня 2025.

## Виноски
1. 1 2  Підтримали DREPT(інші мови), Партія Народного Руху(інші мови), Сила права(інші мови), Відновлення європейського проекту Румунії(інші мови), Румунія в дії(інші мови), Партія зелених(інші мови), Союз порятунку Румунії, SENS(інші мови) та Угорський альянс Трансільванії(інші мови)
2. 1 2  Підтриманий Партією молодих людей(інші мови)
3. ↑  Підтриманий партіями національних меншин(інші мови)
4. ↑  Підтриманий Екологічною патрією Румунії(інші мови), PRO Румунія(інші мови), Румунською сільською партією(інші мови), Великою Румунією та ПБАП
5. ↑  Партія відкликала свою підтримку на користь Дана, але вона залишилася у виборчому бюлетені як кандидат від Союзу порятунку